# Sonate pour piano no 17 de Schubert
Pour un article plus général, voir Sonate pour piano.
Pour les articles homonymes, voir Sonate pour piano (homonymie).
La Sonate pour piano en ré majeur, D. 850 (opus 53) est la dix-septième sonate de Franz Schubert, surnommée Gastein-Sonate parce qu'il la composa en villégiature à Gastein en août 1825.

## Présentation
Après la sonate en la mineur D. 845 (composée quelques semaines plus tôt), cette sonate est la deuxième publiée par Schubert, sous le numéro d'opus 53, chez l'éditeur Artaria à Vienne en 1826. Le ton général de l'œuvre est donné dès les toutes premières mesures, placées sous le signe d'une joie conquérante et d'une irrésistible énergie. Elle est en quatre mouvements.
1. Allegro vivace (2/2) en ré majeur
2. Con moto (3/4) en la majeur
3. Scherzo. Allegro vivace (3/4) en ré majeur
4. Rondo. Allegro moderato (4/4) en ré majeur

Son exécution demande une quarantaine de minutes.

## Analyse
Cette sonate inhabituelle et déroutante, qui a presque oublié la mélodie, s'achève sur un merveilleux dernier mouvement, inattendu.

## Sélection discographique
- Alfred Brendel : Schubert 1822-1828, 7 CD, Philips
- Christian Zacharias : Schubert : Sonates pour piano D. 845, D. 850 et D. 894 + pièces pour piano D. 593, D. 334 et D. 139, 2 CD, EMI, 1992
- Leif Ove Andsnes : Schubert : Sonates pour piano D. 850, D. 958, D. 959 et D. 960, 2 CD, EMI, 2008